# توماس جابلونسكي
توماس جابلونسكي (بالبولندية: Tomasz Jabłoński)‏ (مواليد 29 ديسمبر 1988) هو ملاكم بولندي، مثّل بلاده في الألعاب الأولمبية الصيفية 2016.

## روابط خارجية
توماس جابلونسكي على موقع اللجنة الأولمبية الدولية (الإنجليزية)
- توماس جابلونسكي على موقع أوليمبيديا (الإنجليزية)
- توماس جابلونسكي على موقع اللجنة الأولمبية البولندية (مؤرشف) (البولندية)